# Catedral del Espíritu Santo (Gbarnga)
La Catedral del Espíritu Santo o simplemente Catedral de Gbarnga (en inglés: Cathedral of the Holy Spirit) es el nombre que recibe un edificio religioso que se encuentra ubicado en Gbarnga la segunda ciudad más grande en el país africano de Liberia, en el condado de Bong, al noreste de Monrovia.
Se trata de la sede de la diócesis de Gbarnga (Dioecesis Gbarnganus) que fue creada en noviembre de 1986 por decisión del Papa Juan Pablo II mediante la bula De Monroviensi. Sigue el rito romano o latino y esta bajo la responsabilidad pastoral del obispo Anthony Fallah Borwah.